# Холтон, Джим
Джеймс А́лан Хо́лтон (англ. James Alan Holton; 11 апреля 1951 — 4 октября 1993), более известный как Джим Холтон — шотландский футболист, центральный защитник.

## Клубная карьера
Уроженец Лесмахейго, Южный Ланаркшир, Джим выступал за молодёжные команды шотландского «Селтика» и английского «Вест Бромвич Альбион». В 1971 году перешёл в «Шрусбери Таун», где и дебютировал на профессиональном уровне. В январе 1973 года перешёл в «Манчестер Юнайтед» за 84 444 фунта. Дебютировал за клуб 20 января в матче Первого дивизиона против «Вест Хэм Юнайтед». Холтон был физически крепким, мощным центральным защитником и любимцем болельщиков, которые сочинили про него кричалку: Six foot two, eyes of blue, Big Jim Holton's after you (в кричалке упоминалось, что рост Холтона составлял 6 футов и 2 дюйма и у него были голубые глаза, хотя на самом деле его рост составлял 6 футов и 1,5 дюйма и у него были карие глаза). В декабре 1974 года получил перелом ноги. Восстанавливаясь от травмы, играл за резервный состав, где снова получил перелом ноги. Всего провёл за «Юнайтед» 69 матчей и забил 5 мячей. В октябре 1976 года был продан в «Сандерленд» за 64 000 фунтов.
Провёл в «Сандерленде» один сезон, после чего перешёл в «Ковентри Сити». Постоянные травмы преследовали его и там.
В 1976 году он выступал за клуб «Майами Торос» в Североамериканской футбольной лиге (NASL). В 1980 году он вернулся в США, сыграв за «Детройт Экспресс».
В 1981 году перешёл в «Шеффилд Уэнсдей», но из-за травм так и не сыграл за клуб ни одного матча.

## Карьера в сборной
Холтон провёл 15 матчей за сборную Шотландии, сыграв в 3 матчах на чемпионате мира в Германии. В тех трёх матчах с его участием на чемпионате мира шотландцы не проигрывали.

## После завершения карьеры
После завершения карьеры Джим остался в Ковентри, где работал в пабах Rising Sun и The Old Stag. Он был женат, у него было двое детей. 4 октября 1993 года совершал пробежку, после чего сел за руль автомобиля, где и умер от сердечного приступа.
На его похороны пришли тысячи жителей Ковентри, а также бывшие одноклубники по «Ковентри Сити» Джон Силлетт и Стив Огризович, одноклубник по «Манчестер Юнайтед» Джо Джордан и бывший тренер «Юнайтед» Томми Дохерти.